# Charles-Joseph Mascarennes, chevalier de Rivière
Pour les articles homonymes, voir Rivière (homonymie).
Charles-Joseph Mascarennes, chevalier de Rivière (Tréméoc, 4 novembre 1738-Londres, 24 juin 1812), est un officier de marine français. 

## Biographie
Charles-Joseph Mascarenne de Rivière est un fils de Paul, seigneur de la Coudraie en Tréméoc et de Jeanne de la Pierre du Hénan. 
Il entre en juillet 1754 aux gardes-marines à Brest et embarque sur l' Amarante à Saint-Domingue (1755). L'année suivante, il passe sur l' Heureuse-Marie en croisière côtière et participe le 5 juillet à une bataille contre un corsaire britannique. 
Enseigne de vaisseau (avril 1757), de nouveau sur l' Amarante, il sert ensuite à Louisbourg sur le Zéphyr (1758) puis sur l' Héroïne en Manche (1758-1759) et prend part le 27 septembre 1758 à un combat contre un vaisseau anglais au large de la pointe Saint-Mathieu. Sur le Solidaire dans l'escadre de Conflans, il participe à la bataille des Cardinaux (20 novembre 1759) puis passe en 1760 sur le Dragon et sur le Robuste dans l'escadre de Ternay qui détruit de mai à août 1762 les pêcheries anglaises de Terre-Neuve.
En 1767, sur le Salomon, il fait campagne en Guyane puis sur la Bricole en Méditerranée et en octobre 1768 est rayé des cadres pour indiscipline. Réintégré en janvier 1769, il sert sur l' Amphitrite aux Antilles puis en 1771 dans l'océan Indien sur le Berryer. 
Promu lieutenant de vaisseau (novembre 1771), il embarque sur l' Aigrette (1775) dans une campagne en Italie et au Levant avant de servir sur le Roland (1776-1777) puis sur le Saint-Esprit (1778) avec lequel il prend part le 27 juillet 1778 à la bataille d'Ouessant. 
Passé sur l' Annibal de La Motte-Picquet, il rejoint l'escadre d'Estaing aux Antilles et se bat à Grenade le 6 juillet 1779 puis s'avère déterminant lors du combat donné à l'escadre d'Hyde Parker à la Martinique le 18 décembre 1779. Les 20 et 21 mars 1880, il livre encore deux autres combats sur les côtes de Saint-Domingue avant de commander, toujours avec La Motte-Picquet, l' Invincible (1881). 
Commandant de la Couronne dans l'escadre de Guichen (1781-1782) puis du Robuste et de nouveau de l' Invincible dans l'escadre franco-espagnole réunie à Cadix (1782-1783), il participe le 20 octobre 1782 à un combat au large de Gibraltar. 
En avril 1786, il commande une division puis en 1788 le vaisseau Experiment et devient en juillet 1790 le commandant de la station navale des îles du Vent. Il soutient les colons blancs des Antilles françaises et réprime le soulèvement des Noirs. En raison des services rendus en cette occasion, l'Assemblée coloniale de la Martinique demande à Louis XVI la promotion de Mascarenne au grade de contre-amiral, faveur accordée le 28 juillet 1792. Il refuse après le 10 août 1792 de se soumettre au nouveau gouvernement révolutionnaire et reçoit à coups de canon une division expédiée par la France sous les ordres de Bruix. Il quitte alors la Martinique, se réfugie à Puerto Cabello d'où il passe au service de l'Espagne.
Expulsé en 1799, il s'exile au Portugal puis à Londres (Louis XVIII, alors en exil, le nomma commandeur de Saint-Louis) où il finit sa vie en étant pensionné par le gouvernement anglais.